# George Hamilton (actor)
George Stevens Hamilton (Memphis, Tennessee; 12 de agosto de 1939) es un actor estadounidense.
Dejó su Memphis natal y se marchó durante los años cincuenta a Hollywood, con la intención de que su buena planta y atractivo le abrieran el camino en el mundo del cine. Metro Goldwyn Mayer se fijó en él, y le ofreció un contrato. Eran los últimos tiempos en que las productoras mantenían en plantilla a los actores con contratos de exclusividad, y la Metro le hizo intervenir en algunas de sus producciones. 
Apareció por primera vez en la pantalla grande en Crimen y castigo de Denis Sanders, adaptación de la novela de Fiódor Dostoyevski. En su siguiente película tiene un papel destacado: se trata de Con él llegó el escándalo (1960) dirigida por Vincente Minnelli, en la que otro joven aspirante a estrella, George Peppard, hacía de su hermanastro, mientras que el papel de padre de ambos era interpretado por Robert Mitchum. 
Durante los sesenta George Hamilton va interpretando roles importantes aunque en la mayoría de los títulos es un secundario, o un galán enamorado de alguna actriz más conocida que él. 
En 1962 vuelve a tener un papel importante en otra buena película de nuevo de la mano del director Vincente Minnelli: Dos semanas en otra ciudad, una adaptación de una novela de Irwin Shaw protagonizada por Kirk Douglas y Edward G. Robinson.
Protagoniza algunas películas menores (como Fort Comanche, con Richard Boone) y aparece en programas de televisión como Bob Hope, presenta. Y poco a poco se va especializando en comedia romántica y en los setenta protagoniza varias, aunque también toca otros géneros como el cine negro, drama bélico e incluso western, como en la comedia Viva María! (1965) con dos sex-symbols de la época: Brigitte Bardot y Jeanne Moreau. Aparece en múltiples telefilmes y en series del momento como Colombo.
En 1979 y 1981 realiza dos parodias que le van a reportar gran popularidad cuando su estrella parecía decaer: una es Amor al primer mordisco, donde interpretaba a un Drácula perdido en una Nueva York contemporánea, y la otra era Zorro, la espada gay, donde parodiaba el mito de El Zorro interpretándolo desde la óptica gay.
De los ochenta, quizá lo más recordado es su aparición como malvado en Dinastía. Su siguiente papel destacable no le llegará hasta 1990 cuando interpreta de abogado de Michael Corleone en El padrino III, si bien se trata de un personaje no muy bien definido en la película. También actuó en la película Casper y la mágica Wendy, como el malvado Desmon Spellman.
Durante la década de los noventa hasta hoy, Hamilton no ha dejado de trabajar, si bien, sus papeles son cameos y pequeñas apariciones, así como parodias de sí mismo. Participó en la película española Desafinado (2001), comedia inspirada en el trío de los tres tenores de la ópera; dirigida por Manuel Gómez Pereira, contó también con Danny Aiello, Joe Mantegna y Ariadna Gil.
En 1997 fue el presentador del certamen Miss Universo 1997 donde gana miss usa Brook Lee

## Filmografía destacada
- Con él llegó el escándalo (1960)
- Dos semanas en otra ciudad (1962)
- Viva María! (1965)
- El hombre de Marrakech (1966)
- Adiós a las armas serie de TV, (1966)
- Amor al primer mordisco (1979)
- Zorro, the Gay Blade (1981)
- El padrino III (1990)
- Doc Hollywood (1991)
- Casper y la mágica Wendy (1998)

- Datos: Q359416
- Multimedia: George Hamilton (actor) / Q359416